# What Did You Expect from The Vaccines?
What Did You Expect from The Vaccines? — дебютный альбом английской инди-рок группы The Vaccines, выпущенный 11 марта 2011 года на Columbia Records. Заняв 4 место в UK Albums Chart, стал одним из самых продаваемых альбомов 2011 года.

## Синглы
Первый сингл с будущего альбома «Wreckin' Bar (Ra Ra Ra)» / «Blow It Up» был выпущен 10 ноября 2010 года в Великобритании на Marshall Teller Records. Сингл начал набирать популярность в Великобритании, Австралии и Европе и попал в нижние строчки британских чартов. Следующий сингл «Post Break-Up Sex» был выпущен 24 января 2011 года и занял 32 место в британском чарте. Третий сингл «If You Wanna» был выпущен 20 марта 2011 года, неделю спустя после выхода альбома. Первоначально сингл был выпущен как первая демозапись группы, но затем перезаписан для альбома, и вскоре успешно вошёл в британские чарты, заняв 35 место.
Четвёртый сингл «All in White» был выпущен 5 июля 2011 года.
Пятый сингл с альбома «Nørgaard», посвящённый датской супермодели Аманде Норгаард, был выпущен 11 августа 2011 года. Некоторое время песня, ставшая синглом недели, была доступна для бесплатного скачивания на iTunes.
Шестой и заключительный сингл «Wetsuit» / «Tiger Blood» был выпущен 11 декабря 2011 года. Сингл был выпущен как A-side с треком «Tiger Blood», который был спродюсирован Альбертом Хаммондом-младшим.

## Влияние
Фронтмен и автор песен Джастин Янг ссылается на альбомы как «I, Jonathan» Джонатана Ричмена, «Milo Goes to College» группы Descendents и «California Girls» The Beach Boys как на основные источники вдохновения во время написания альбома.

## Список композиций
Все тексты песен были написаны Джастином Янгом, музыка — группой The Vaccines.
| №                   | Название                                                                        | Длительность |
| ------------------- | ------------------------------------------------------------------------------- | ------------ |
| 1.                  | «Wreckin' Bar (Ra Ra Ra)»                                                       | 1:24         |
| 2.                  | «If You Wanna»                                                                  | 3:02         |
| 3.                  | «A Lack of Understanding»                                                       | 2:58         |
| 4.                  | «Blow It Up»                                                                    | 2:41         |
| 5.                  | «Wetsuit»                                                                       | 3:50         |
| 6.                  | «Nørgaard»                                                                      | 1:38         |
| 7.                  | «Post Break-Up Sex»                                                             | 2:56         |
| 8.                  | «Under Your Thumb»                                                              | 2:20         |
| 9.                  | «All in White»                                                                  | 4:33         |
| 10.                 | «Wolf Pack»                                                                     | 2:23         |
| 11.                 | «Family Friend» (включает скрытый трек «Somebody Else's Child», начиная с 5:35) | 8:35         |
| Общая длительность: | Общая длительность:                                                             | 36:17        |

| №   | Название                                                  | Длительность |
| --- | --------------------------------------------------------- | ------------ |
| 12. | «Good Guys Don't Wear White» (Live) (The Standells cover) | 2:22         |
| 13. | «It's All Good»                                           | 2:46         |
| 14. | «Out of the Way»                                          | 2:44         |
| 15. | «We're Happening»                                         | 2:42         |
| 16. | «Primal Urges»                                            | 3:04         |
| 17. | «Tuck and Roll»                                           | 3:19         |